# Aphanistes shikaribetsensis
Aphanistes shikaribetsensis är en stekelart som beskrevs av Tohru Uchida 1958. Aphanistes shikaribetsensis ingår i släktet Aphanistes och familjen brokparasitsteklar. Inga underarter finns listade i Catalogue of Life.